# Adriana Varela
Beatriz Adriana Lichinchi, nome artístico Adriana Varela (Buenos Aires, 9 de maio de 1952) é uma cantora argentina.
Ela é conhecida internacionalmente, tanto por seus álbuns dedicados ao tango quanto por alguns pequenos papéis no cinema, e considerada uma das maiores cantoras de tango da atualidade.

## Carreira
Adriana Varela começou sua carreira no mercado fonográfico em 1991, com o álbum Tangos, agraciado com o prêmio ACE.  Dois anos depois, lançou Maquillaje, no qual incluía canções previamente registradas no álbum de estréia.  Por aquele seu segundo álbum, que trazia as participações de artistas renomados como o cantor Roberto Goyeneche e o pianista Virgilio Expósito, recebeu o prêmio ACE pelo segundo ano consecutivo.
Entre os anos de 1991 e 1996, a cantora gravou outros três trabalhos: Corazones Perversos, Tangos de Lengue e Tango en Vivo, gravado ao vivo no Teatro Coliseo de Buenos Aires.
A participação em diversos festivais como o La Mar de Músicas, em Cartagena, Espanha, o Porto Alegre em Cena, em Porto Alegre (1997), e o Grec Festival em Barcelona, fez com que sua carreira internacional ganhasse impulso entre os anos de 1996 e 1998. 
Seu mais conhecido trabalho é o álbum "Cuando el río suena", cuja direção artística foi do renomado produtor Jaime Roos.  O álbum reúne canções e ritmos do Uruguai e da Argentina - o tango, o candombe, a murga e a milonga, entre outros - e foi aclamado por seu valor cultural ao resgatar as aproximações entre a música produzida dos dois lados do Rio da Prata. 
Adriana Varela participou ainda do projeto Bajofondo Tango Club, um grupo alternativo de "electro-tango".  Em 2001, lançou o álbum Más Tango.  Seu mais recente trabalho é Encaje (2006), também dedicado ao tango. Com esses dois álbuns, apresentou-se na França, na Itália e nos Estados Unidos da América.
A cantora atuou em alguns filmes argentinos, como Al Corazón, dirigido por Mario Sábato, e o renomado filme de Marcelo Piñeyro, Plata Quemada.

## Discografia
- Tangos (1991)
- Maquillaje (1993)
- Corazones perversos (1994)
- Tangos de lengue - Varela canta a Enrique Cadícamo (1995)
- Tango en vivo (1997)
- Cuando el río suena (1999)
- Más Tango (2001)
- Encaje (2006)